# Saint-Geneys-près-Saint-Paulien
Saint-Geneys-près-Saint-Paulien è un comune francese di 321 abitanti situato nel dipartimento dell'Alta Loira della regione dell'Alvernia-Rodano-Alpi.

## Società

### Evoluzione demografica
Abitanti censiti